# Leif Sjöström (diplomat)
Leif Henrik Arne Sjöström, född 10 februari 1938 i Karlskrona, är en svensk diplomat, journalist och generaldirektör.

## Biografi
Sjöström är son till hypoteksdirektör Henrik Sjöström och musikpedagog Inga Eggert. Han tog studentexamen 1957 och blev reservofficer vid Kungliga Sjökrigsskolan 1959. Sjöström arbetade som journalist på Sydsvenska Dagbladet och Göteborgs Handels- och Sjöfartstidning 1960-1964, var redaktionssekreterare för tidningen Lundagård 1963-1964 och tog juris kandidatexamen 1964. Han blev attaché vid Utrikesdepartementet (UD) 1964, tjänstgjorde vid ambassaden i Bonn 1965, Islamabad 1967, vid UD/H 1970-1973 och vid industridepartementet 1973-1977. Sjöström var kansliråd 1975, handelsråd i Bonn 1977, ambassadör i Luanda 1982-1985 och ambassadör och koordinator vid UD:s handelsavdelning 1985-1988.
Han var därefter Kustbevakningens förste generaldirektör 1988-1996, generalkonsul i Hamburg 1996-2003 och är ordförande i Svensk-Tyska föreningen sedan 2003. Sjöström är även ledamot av Kungliga Örlogsmannasällskapet. Sjöström gifte sig 1977 med departementssekreteraren Kersti Sjödén (född 1945), dotter till ekonomichefen Olof Sjödén och Gerd Allerstedt.
Den 6 juni 2022 tilldelades Sjöström H.M. Konungens medalj i 12:e storleken i högblått band, med motiveringen ”för framstående insatser inom svensk statsförvaltning och främjande av svensk-tyska förbindelser.” Den överlämnades av H.M. Kung Carl XVI Gustaf vid en ceremoni på Kungl Slottet den 10 juni 2022, i närvaro också av H.M. Drottning Silvia.